# Il consulente per l'orientamento professionale - Il ragioniere iscritto all'albo

John Cleese, Eric Idle e Michael Palin in E ora qualcosa di completamente diverso.

Il consulente per l'orientamento professionale - Il ragioniere iscritto all'albo (Vocational Guidance Counsellor) è uno sketch del Monty Python's Flying Circus trasmesso nel decimo episodio della prima serie e compare nel film E ora qualcosa di completamente diverso.
Lo sketch mostra lo stereotipo della noiosa esistenza del ragioniere.

## Lo sketch
Mr. Anchovy (Michael Palin) va da un consulente (John Cleese) per cambiare lavoro. Il consulente rivela a Anchovy che aveva fatto un test attitudinale che risultava che sembra fatta per lui sia il ragioniere. Anchovy però è già un ragioniere, una carriera che aveva fatto per gli ultimi vent'anni, e considera il suo lavoro noioso. Il consulente dice che Anchovy è una persona noiosa e che ha le caratteristiche di essere una persona facilmente dominabile il quale fa di lui un ottimo ragioniere. Anchovy rivela al consulente che il suo sogno è fare il domatore di leoni, dicendo che le sue qualificazioni per questo lavoro sono che li aveva visti allo zoo e che, per lui, non sembrano molto pericolosi. In realtà gli animali che aveva visto allo zoo erano dei formichieri.
Il consulente disinganna Anchovy mostrandogli una foto di un leone, che lo spaventa. Alla fine Anchovy decide di diventare un banchiere, ma dice anche che vorrebbe avere un po' di tempo per pensarci. Mentre Anchovy parla, il consulente si rivolge al pubblico, al pubblico offrendo una Pubblicità Progresso sui pericoli della ragioneria.

## E ora qualcosa di completamente diverso
Nella versione del film, il consulente descrive il leone con un cortometraggio che mostra un leone in carica verso la telecamera. Alla fine della versione del film, appare una fata (Eric Idle) che esaudisce il desiderio di Anchovy di vedere il suo nome brillare, dopo di che diventa conduttore dello show Ricatti!.